# Following (série télévisée)
Pour les articles homonymes, voir Following.
Following, ou Les Disciples au Québec, (The Following) est un feuilleton télévisé américain en 45 épisodes de 42 minutes créé par Kevin Williamson et diffusé entre le 21 janvier 2013 et le 18 mai 2015 sur le réseau Fox aux États-Unis et en simultané au Canada sur le réseau CTV pour les deux premières saisons, puis la troisième saison sur Bravo!.
En Suisse, le feuilleton est diffusé depuis le 25 novembre 2013 sur RTS Un, en Belgique du 2 janvier 2014 au 29 décembre 2015 sur La Une, au Québec depuis le 22 janvier 2014 sur le réseau V et en France, depuis le 28 janvier 2014 sur TF1.

## Synopsis
En 2004, l'agent du FBI Ryan Hardy arrête Joe Carroll, un professeur de littérature ayant assassiné quatorze de ses étudiantes. Neuf ans plus tard, le tueur s'évade et ramène Hardy sur le terrain pour lui montrer son œuvre : il utilise les réseaux sociaux afin de créer un réseau de meurtriers qui vont tourmenter la police et continuer à répandre son message.

## Distribution

### Acteurs principaux
- Kevin Bacon (VF : Philippe Vincent) : Ryan Hardy
- James Purefoy (VF : Bruno Magne) : Joe Carroll
- Shawn Ashmore (VF : Jean-Christophe Dollé) : Mike Weston
- Jessica Stroup (VF : Karine Texier) : Max Hardy (saisons 2 et 3)
- Sam Underwood (VF : Romain Lemire) : Luke / Mark (saisons 2 et 3)
- Zuleikha Robinson (VF : Olivia Nicosia) : Gwen (saison 3)
- Valorie Curry (VF : Maïa Michaud) : Emma Hill / Denise Harris (saisons 1 et 2)
- Natalie Zea (VF : Margot Faure) : Claire Matthews (saisons 1 et 2)
- Annie Parisse (VF : Marion Valantine) : agent Debra Parker (saison 1)
- Nico Tortorella (VF : Joachim Salinger) : Jacob Wells / Will Wilson (saison 1)
- Adan Canto (VF : Stéphane Fourreau) : Paul Torres / Billy Thomas (saison 1)
- Kyle Catlett (VF : Jules Timmerman) : Joey Matthews (saison 1)
- Connie Nielsen (VF : Zaïra Benbadis) : Lily Gray (saison 2)
- Tiffany Boone (VF : Jade Phan-Gia) : Mandy Lang (saison 2)
- Gregg Henry (VF : Thierry Buisson) : Dr Strauss (invité saison 2, principal saison 3)

### Acteurs récurrents
- John Lafayette (VF : Alain Choquet) : le marshal Turner (saison 1)
- Chinasa Ogbuagu (VF : Mylène Wagram) : Deirdre Mitchell (saison 1)
- Warren Kole (VF : Rémi Bichet) : Tim « Roderick » Nelson (saison 1)
- Mike Colter (VF : Daniel Lobé) : Nick Donovan (saison 1)
- Jennifer Ferrin (en) (VF : Julia Vaidis-Bogard) : Molly (saison 1)
- Li Jun Li (VF : Jade Nguyen) : Meghan Leeds (saison 1)
- Tom Lipinski (VF : Emmanuel Lemire) : Charlie Mead (saison 1)
- Valerie Cruz (VF : Emmanuelle Bondeville) : agent Gina Mendez (saison 2)
- Camille de Pazzis (VF : elle-même) : Giselle (saison 2)
- Carrie Preston (VF : Nathalie Duverne) : Judy (saison 2)
- J. D. Williams (VF : Jean-Baptiste Anoumon) : Carlos (saison 2)
- Susan Heyward (VF : Alice Taurand) : Hannah (saison 2)
- Kyle Barishich (VF : Sébastien Ossard) : agent Hopkins (saison 2)
- Sprague Grayden (VF : Marjorie Frantz) : Carrie Cooke (saison 2)
- Montego Glover (VF : Célia Rosich) : FBI analyst Lawrence (saison 2)
- Bambadjan Bamba (VF : Olivier Dote Doevi) : Algerian Sami (saison 2)
- Rita Markova (VF : Christine Braconnier) : Radmila (saison 2)
- Shane McRae (en) (VF : Thibault Dudin) : Robert (saison 2)
- Jacinda Barrett (VF : Emmanuelle Rivière) : Julia (saison 2)
- Jake Weber (VF : Pierre Tessier) : Micah (saison 2)
- Felix Solis (VF : Max Aulivier) : agent spécial Jeffrey Clarke (saison 2)
- Mackenzie Marsh (VF : Julia Boutteville) : Tilda (saison 2)
- Carter Jenkins (VF : François Bérard) : Preston Tanner (saison 2)
- James McDaniel : agent du FBI Ken Phillips (saison 2)
- Keith Carradine : Barry (saison 2)
- Tehmina Sunny : Melissa (saison 2)
- Leslie Bibb : Jana Murphy (saison 2)
- Monique Gabriela Curnen (VF : Marie Donnio) : Erin Sloan (saison 3)

### Invités
- Maggie Grace : Dr Sarah Fuller (saison 1, épisode 1)
- Jeananne Goossen : agent Jennifer Mason (saison 1, épisode 1)
- Michael Roark (de) : inspecteur Warren (saison 1, épisode 1)
- Billy Brown (VF : Bruno Henry) : Troy Riley (saison 1, épisodes 1 à 3)
- Steve Monroe (VF : Jérôme Wiggins) : Jordy Raines (saison 1, épisodes 1 à 3)
- Michael Drayer (VF : Jean Rieffel) : Rick Kester (saison 1, épisodes 2 à 4)
- Susan Misner (VF : Valérie Nosrée) : Jenny Hardy (saison 1, épisode 4)
- Renee Elise Goldsberry (VF : Léonie Simaga) : Olivia Warren (saison 1, épisodes 5 à 7)
- Kristine Sutherland : Mme Parker, mère de l'agent Debra Parker (saison 1, épisode 6)
- Annika Boras (en) (VF : Claire Morin) : Louise Sinclair (saison 1, épisodes 7 à 9)
- Marin Ireland : Amanda (saison 1, épisode 9)
- Christopher Denham (VF : Vincent de Bouard) : Vince McKinley (saison 1, épisodes 10 à 12)
- David Zayas : Tyson (saison 1, épisode 10)
- Lee Tergesen : Kurt Bolen (saison 2, épisode 7)
- Hunter Parrish (VF : Gilduin Tissier) : Kyle (saison 3)
- Ruth Kearney : Daisy (saison 3)
- Michael Ealy (VF : Gunther Germain) : Theo (saison 3)
- Allison Mack : Hillary (saison 3)
- Gbenga Akinnagbe (VF : Frédéric Kontogom) : Tom (saison 3)
- Megalyn Echikunwoke (VF : Ariane Aggiage) : Penny, sœur de Theo (saison 3)
- Annet Mahendru : Eliza (saison 3)
- Diane Neal : Lisa Campbell (saison 3)
- Blake DeLong (en) (VF : Françoua Garrigues) : Saul (saison 3, épisode 13)

Version française réalisée par la société de doublage TVS,, sous la direction artistique de Christèle Wurmser. Adaptation des dialogues : Alexa Donda et Philippe Lebeau.
 Source et légende : version française (VF) sur RS Doublage et Doublage Séries Database

## Production

### Développement
Le développement du feuilleton a débuté en septembre 2011 sous le titre provisoire Untitled Kevin Williamson Project et Fox a commandé le pilote en janvier 2012.
Le 9 mai 2012, Fox a commandé la série, sous son titre actuel pour la saison 2012-2013 et a annoncé lors du dévoilement de la programmation du réseau tenu le 14 mai 2012 que la série serait diffusée à la mi-saison.
Le 8 mai 2015, la série est annulée.

### Casting
Les rôles ont été attribués dans cet ordre : Kevin Bacon, James Purefoy, Shawn Ashmore et Valorie Curry, Jeananne Goossen (Jennifer Mason), Nico Tortorella, Natalie Zea, Adan Canto et Maggie Grace. Le rôle de Jennifer Mason, tenu par Jeananne Goossen, serait recasté. En août 2012, Annie Parisse a rejoint la distribution.
Parmi les acteurs récurrents et invités : Susan Misner, Mike Colter, Warren Kole, Marin Ireland et David Zayas.
Pour la deuxième saison, des acteurs principaux et récurrents sont ajoutés : Sam Underwood, Connie Nielsen, James McDaniel, Jessica Stroup et Tiffany Boone, Keith Carradine, J.D. Williams et Tehmina Sunny, Carrie Preston, Leslie Bibb, Montego Glover, Bambadjan Bamba, Lee Tergesen, Jacinda Barrett, Sprague Grayden et Gregg Henry, Mackenzie Marsh.
Pour la troisième saison, Zuleikha Robinson et Gregg Henry (invité dans la saison 2) font partie de la distribution principale, puis des acteurs récurrents et invités sont ajoutés : Hunter Parrish et Ruth Kearney, Michael Ealy, Allison Mack, Gbenga Akinnagbe, Megalyn Echikunwoke et Annet Mahendru.

### Fiche technique
- Titre original : The Following
- Titre français : Following
- Titre québécois : Les Disciples
- Réalisation : Marcos Siega[52] (Pilote)
- Scénario : Kevin Williamson (Pilote)
- Direction artistique :
- Décors :
- Costumes :
- Photographie :
- Montage :
- Musique :
- Casting :
- Production :
  - Production exécutive : Kevin Williamson et Marcos Siega
- Sociétés de production : Warner Bros. Television, Outerbanks Entertainment et Bonanza Productions Inc.
- Société(s) de distribution :
- Pays d'origine :  États-Unis
- Langue : originale anglais
- Format : couleur - 35 mm - 1,78:1 - son Dolby Digital
- Genre : Drame, policier
- Durée : 42 minutes

 Sauf indication contraire, les informations mentionnées dans cette section peuvent être confirmées par la base de données cinématographiques IMDb,  présente dans la section « Liens externes ».

## Épisodes

### Première saison (2013)
1. Prologue (Pilot)
2. Le Diable dans le beffroi (Chapter Two)
3. Jamais plus / Le Palais hanté (The Poet's Fire)
4. Amour fou / Le cœur révélateur (Mad Love)
5. Le Siège / La Vallée de l'angoisse (The Siege)
6. Ne pariez jamais votre tête au diable (The Fall)
7. Le Rendez-vous (Let Me Go)
8. Le Démon de la perversité (Welcome Home)
9. Lettre d'amour à Claire (Love Hurts)
10. Le Corbeau (Guilt)
11. L'Ange du bizarre (Whips and Regret)
12. La Malédiction (The Curse)
13. La Fin de la maison Carroll / La chute de la maison Carroll (Havenport)
14. Le Masque de la mort rouge (The End Is Near)
15. Le Phare (The Final Chapter)

### Deuxième saison (2014)
Le 4 mars 2013, la série a été renouvelée pour une deuxième saison. Le premier épisode a été diffusé le dimanche 19 janvier 2014 à 22 h 18 après le NFC Championship Game (en), puis prend sa case horaire du lundi soir le 27 janvier.
1. Résurrection (Resurrection)
2. Au nom de Joe (For Joe)
3. Une question de confiance (Trust Me)
4. Les Enfants de Lilly (Family Affair)
5. Corps à corps (Reflection)
6. La Fille de l'air / Faux départ (Fly Away)
7. Sacrifice / Sacrifices (Sacrifice)
8. Le Messager / Le Mentor (The Messenger)
9. Le masque tombe / Les Messagers (Unmasked)
10. Soldats de sang / Le meilleur élève (Teacher's Pet)
11. Liberté / Délivrance (Freedom)
12. Trahison / Les pêchés du père (Betrayal)
13. Frères ennemis / Tuer ou ne pas tuer (The Reaping)
14. La Mort en direct (Silence)
15. Travail d'équipe (Forgive)

### Troisième saison (2015)
Le 7 mars 2014, la série a été renouvelée pour une troisième saison, diffusée du 2 mars au 18 mai 2015.
1. Sang frais (New Blood)
2. Secrets bien conservés (Boxed In)
3. En pleine lumière (Exposed)
4. Une affaire personnelle (Home)
5. Le Bal des menteurs (A Hostile Witness)
6. Terrain de jeu (Reunion)
7. Chasse gardée (The Hunt)
8. L'Homme qui n'existait pas (Flesh & Blood)
9. Le Visiteur (Kill The Messenger)
10. Jamais plus ! (Evermore)
11. La Vie en noir (Demons)
12. Au-delà des limites (The Edge)
13. Un simple échange (A Simple Trade)
14. Faire durer le plaisir (Dead or Alive)
15. La Mort lui va si bien (The Reckoning)

## Accueil

### Audiences

#### Aux États-Unis
La première saison réunit 8,7 millions de téléspectateurs en moyenne par épisode.

### Distinctions

#### Récompenses
- 2012 : Critics' Choice Television Awards : Parmi les 4 séries les plus attendues